# Joaquin Miller House
Het Joaquin Miller House, ook bekend als The Abbey en The Hights, was de woning van de Amerikaanse dichter Joaquin Miller in Oakland (Californië). Miller leefde er van 1886 tot aan zijn dood in 1913. Hij bouwde het huis op een heuvel, plantte er zelf bomen rond en bouwde er een aantal monumenten gewijd aan Mozes, John Charles Frémont, Robert Browning en Elizabeth Barrett Browning. De Japanse dichter Yone Noguchi begon hier bovendien zijn literaire carrière, toen hij in de late jaren 1890 in een hut naast Millers huis woonde.
De stad Oakland kocht het landgoed in 1919. In 1962 werd het Joaquin Miller House, in feite een eenvoudig victoriaans huisje, een National Historic Landmark gemaakt.
Het huis bevindt zich tegenwoordig in het Joaquin Miller Park.
National Historic Landmarks:   Ahwahnee Hotel · Alcatraz Island · Aline Barnsdall Complex · Alma · Angelus Temple · Aquatic Park Historic District · Asilomar Conference Grounds · Balboa Park · Balclutha · Baldwin Hills Village · Bank of Italy Building · Berkeley · Big Four House · Bodie Historic District · Borax Lake Site · Bradbury Building · Bron nr. 4 op het Pico Canyon Oilfield · C.A. Thayer · California Powder Works Bridge · Carmel Mission · Carrizo Plain Archeological District · Chicano Park · Civic Center (SF) · Coloma · Columbia Historic District · Commander's House (Fort Ross) · Coso Rock Art District · Donner Camp · Drakes Bay · Eames House · Edwin Hubble House · Elmshaven · Estudillo House · Eureka · First Church of Christ, Scientist · Folsom Powerhouse · Fort Ross · Frank Norris Cabin · Fresno Sanitary Landfill · Gamble House · Geboortehuis van Richard Nixon · Gunther Island Site 67 · Hale Solar Laboratory · Hanna–Honeycomb House · Harada House · Hearst San Simeon Estate · Hercules · Hotel del Coronado · Hubert H. Bancroft Ranch House · Jack London Ranch · James C. Flood Mansion · Joaquin Miller House · John Muir House · Richard and Dion Neutra VDL Research Houses and Studio · Jose Castro House · Juan de Anza House · Kabeltram van San Francisco · Kamer 307 in Gilman Hall · Knights Ferry Bridge · La Purísima Concepción-missie · Lake Merritt Wild Duck Refuge · Larkin House · Las Flores Estancia · LeConte Memorial Lodge · Leland Stanford House · Little Tokyo Historic District · Lou Henry and Herbert Hoover House · Locke Historic District · Los Alamos Ranch House · Los Angeles Memorial Coliseum · Los Cerritos Ranch House · Lower Klamath National Wildlife Refuge · Luther Burbank House and Garden · Manzanar War Relocation Center · Mare Island Naval Shipyard · Marin County Civic Center · Mendocino Woodlands Recreational Demonstration Area · Missiekerk van San Luis Rey de Francia · Mission Beach Roller Coaster · Mission Inn · Modjeska House · Monterey Old Town Historic District · New Almaden · Nuestra Señora Reina de la Paz · Oak Grove Butterfield Stage Station · Old Customhouse · Old Mission Dam · Old Sacramento Historic District · Old Scripps Building · Old United States Mint · Our Lady of Guadalupe Mission Chapel (McDonnell Hall) · Paramount Theatre · Parsons Memorial Lodge · Petaluma Adobe · Pioneer Deep Space Station · Point Reyes Lifeboat Station · Pony Express Terminal · Presidio van San Diego · Presidio van San Francisco · Rafael Gonzalez House · Ralph J. Scott · Ralston Hall · Rancho Camulos · Rancho Guajome Adobe · Rangers' Club · Relief (WAL-605) · Rogers Dry Lake · Rose Bowl · Royal Presidio Chapel · San Diego Mission Church · San Francisco Bay Discovery Site · San Francisco Port of Embarkation · San Juan Bautista Plaza Historic District · San Miguel Arcángel-missie · Santa Barbara County Courthouse · Santa Barbara-missie · Santa Cruz Looff Carousel and Roller Coaster · Santa Inés-missie · Santa Monica Looff Hippodrome · Sonoma Plaza · Space Flight Operations Facility · Space Launch Complex 10 · SS Jeremiah O'Brien · SS Lane Victory · Star of India · Steedman Estate · Sutter's Fort · Swedenborgiaanse Kerk (SF) · Tao House · The Forty Acres · Tule Lake Segregation Center · Twenty-Five-Foot Space Simulator · Unitary Plan Wind Tunnel · US Immigration Station of Angel Island · US Post Office and Court House (LA) · US Post Office and Court House (SF) · Upton Sinclair House · USCGC Fir · USS Hornet · USS Pampanito · USS Potomac · Walker Pass · Warner's Ranch · Watts Towers · Wawona Hotel en de Thomas Hill Studio · Yuma Crossing